# 25サタン硬貨
タイ25サタン硬貨は、タイ王国において使用されている硬貨。主に「サルン（タイ語: สลึง）」の通称で知られ、1バーツの4分の1の価値と等しい。タイで広く一般的に商取引に利用される硬貨としては最小額面である。

## 鋳造記録
- 1987年 - 5,108,000
- 1988年 - 42,096,000
- 1989年 - 58,940,000
- 1990年 - 81,384,000
- 1991年 - 45,496,380
- 1992年 - 71,311,000
- 1993年 - 236,130,000
- 1994年 - 102,856,000
- 1995年 - 17,000,000
- 1996年 - 185,012,523
- 1997年 - 85,000,000
- 1998年 - 140,246,000
- 1999年 - 10,000
- 2000年 - 160,098,000
- 2001年 - 40,010,000
- 2002年 - 55,312,000
- 2003年 - 120,198,000
- 2004年 - 122,750,000
- 2005年 - 126,162,000
- 2006年 - 3,000
- 2007年 - 300,000,000
- 2008年（旧シリーズ） - 255,600[1]
- 2008年（新シリーズ） - 93,600,000
- 2009年 - 196,400,000[2]

## 参考
1. ↑  Treasury Department e-catalog
2. ↑  Treasury Department e-catalog